# St. Joseph und Augustinus (Hötensleben)

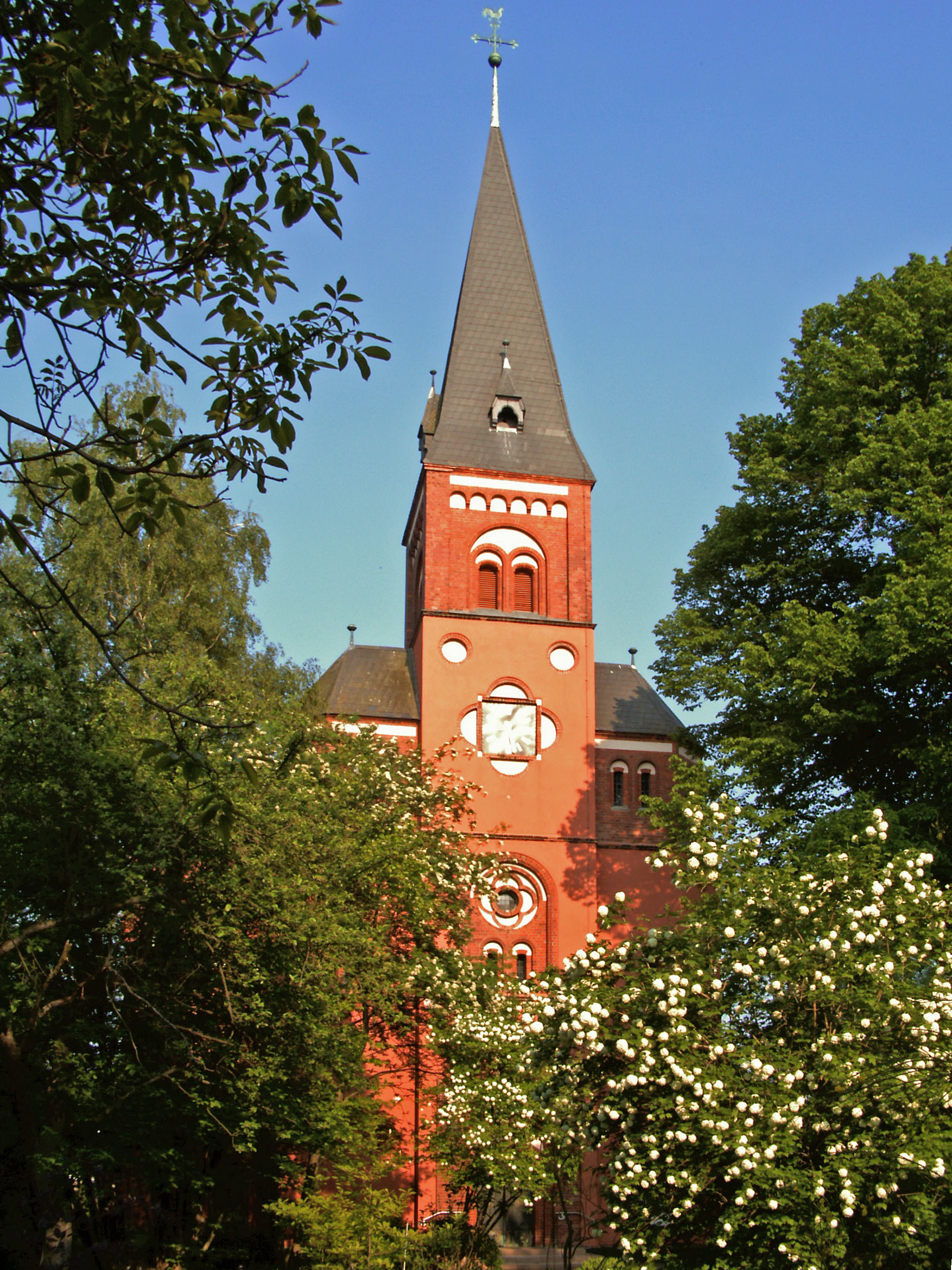
Teilansicht der Kirche mit Turm

Die Kirche Sankt Joseph und Augustinus, teilweise auch „St. Josef und Augustinus“ geschrieben, ist die katholische Kirche in Hötensleben, einer Gemeinde im Landkreis Börde in Sachsen-Anhalt. Das im Denkmalverzeichnis des Landes Sachsen-Anhalt unter der Erfassungsnummer 094 56148 als Baudenkmal aufgeführte Gotteshaus gehört zur Pfarrei „St. Marien“ mit Sitz in Oschersleben, in der Pastoralregion Börde des Bistums Magdeburg. Die nach den heiligen Josef von Nazaret und Augustinus von Hippo benannte Kirche befindet sich in der Nordstraße 18, ist aber nur von der Kirchstraße und der Schulstraße aus zugänglich.

## Geschichte
1546 wurden die Bevölkerung und die St.-Bartholomäus-Kirche in Hötensleben, die bislang zum Archidiakonat Schöningen des Bistums Halberstadt gehörten, durch die Einführung der Reformation evangelisch-lutherisch.
In der zweiten Hälfte des 19. Jahrhunderts siedelten sich wieder vermehrt Katholiken in Hötensleben an, da der Bergbau im Helmstedter Braunkohlerevier, die Zuckerfabriken in der Region, sowie ab 1880 die Hötenslebener Brikettfabrik Viktoria neue Arbeitsmöglichkeiten boten. Zunächst war die knapp zehn Kilometer entfernte St.-Pankratius-Kirche in Hamersleben das nächstgelegene katholische Gotteshaus. Ab 1861 fanden katholische Gottesdienste in verschiedenen profanen Räumen in Hötensleben statt. Zunächst im Saal der Gaststätte Otto (Zum weißen Roß), 1965 bis zum Beginn der Rübenkampagne im Rübensaal der Zuckerfabrik, und dann bis zur Einweihung der Kapelle im Januar 1867 auf dem Dachboden einer Arbeiterkaserne. Ab 1865 war mit Karl Köster ein Missionsvikar für Hötensleben tätig, eine Missionsvikarie wurde gegründet, eine katholische Schule eröffnet, und noch im gleichen Jahr kam es zum Ankauf eines Grundstücks am Nordrand von Hötensleben. Von 1865 an wurden in Hötensleben auch katholische Kirchenbücher geführt. 1866 erfolgte dort der Bau eines Missionshauses. Es entstand nach den Bauplänen des Missionshauses in Hausberge, die für Hötensleben von Diözesanbaumeister Arnold Güldenpfennig leicht verändert wurden. Ende 1866 wurden im Missionshaus Schulräume eingerichtet, nach der am 8. Januar 1867 erfolgten Einweihung des Missionshauses fanden auch die Gottesdienste in einer Kapelle im Missionshaus statt. Am 23. April 1867 errichtete Bischof Konrad Martin das Dekanat Egeln, dem die Kirchengemeinde Hötensleben als Filialgemeinde der Pfarrei Hamersleben zugeordnet wurde.
1874 folgte der Ankauf des Baugrundstückes für den Kirchbau. 1875 wurde dort zunächst das inzwischen wieder verkaufte Pfarrhaus erbaut. Am 17. März 1890 fand nördlich des Missionshauses der erste Spatenstich für den Kirchenbau statt, und am 22. April erfolgte durch Dechant Baeseler aus Hamersleben die Grundsteinlegung. Am 21. Oktober 1891 folgte die Konsekration der Kirche durch den Weihbischof Augustinus Gockel des Bistums Paderborn, zu dem Hötensleben damals gehörte. Die bisher genutzte Kapelle im Missionshaus wurde nun zu einer Wohnung umgebaut.
Zum 31. März 1906 erfolgte die Erhebung der bisher zu Hamersleben gehörenden Pfarrvikarie Hötensleben zur selbstständigen Pfarrei. Von Weihnachten 1915 bis August 1917 war der später im KZ Dachau umgekommene Pfarrer Gustav Vogt Vikar in Hötensleben. Am 1. Dezember 1924 wurde das Dekanat Oschersleben errichtet, zu dem die Pfarrei Hötensleben mit ihren damaligen Filialgemeinden Sommerschenburg und Völpke gehörte. 1939 wurde die katholische Schule durch die nationalsozialistischen Machthaber geschlossen.
Am 12. April 1945 wird Hötensleben von amerikanischen Panzerstreitkräften befreit, die jedoch bereits am 3. Juli von sowjetischen Truppen abgelöst werden. Von 1945 bis 1990 befand sich die Kirche weniger als einen Kilometer von der Innerdeutschen Grenze entfernt. Am 26. Mai 1952 wurde die Grenze von der Volkspolizei vollständig abgeriegelt, was erhebliche negative Auswirkungen auf Hötensleben hatte. Von 1952 bis 1957 durften keine Gottesdienste in Hötensleben stattfinden; stattdessen wurde auf andere nahegelegene Kirchen wie St. Josef in Barneberg, die hierfür 1952 erbaut wurde, und Herz Jesu in Völpke ausgewichen. Am 1. November 1987 erfolgte durch Johannes Braun, den Apostolischen Administrator von Magdeburg, die Weihe eines neuen Altars.
Pfarrer Winfried Hoffmann (1929–2008), 1972 von der Kirche St. Josef und St. Theresia vom Kinde Jesu in Weferlingen gekommen und 2005 pensioniert, war der letzte ortsansässige Pfarrer der Kirche. Am 1. September 1996 wurde das Dekanat Oschersleben wieder aufgelöst, und die Pfarrei Hötensleben kam zum Dekanat Egeln. Vom 1. Juli 1998 gehörte die Pfarrei Hötensleben zwischenzeitlich zum Dekanat Magdeburg; danach blieb sie bis zur Auflösung der Dekanatsstrukturen im Bistum Magdeburg am 31. August 2023 im Dekanat Egeln, wo sie die westlichste Kirche war. Vom 1. Juni 2005 an wurde die Kirche in Hötensleben von der Pfarrei Herz Jesu in Eilsleben seelsorglich mitbetreut.
Am 13. Oktober 2007 wurde der Gemeindeverbund „Eilsleben – Großalsleben – Hadmersleben – Hamersleben – Hötensleben – Klein Oschersleben – Oschersleben – Sommerschenburg – Völpke“ errichtet, zu dem von da an auch die Kirche gehörte. Damals gehörten zur Pfarrei Hötensleben rund 320 Katholiken. Am 28. November 2010 entstand aus dem Gemeindeverbund die heutige Pfarrei „St. Marien“. Die Volkszählung in der Europäischen Union 2011 zeigte, dass von den 3763 Einwohnern der politischen Gemeinde Hötensleben 305, und damit rund 8 %, der römisch-katholischen Kirche angehörten.

## Architektur und Ausstattung

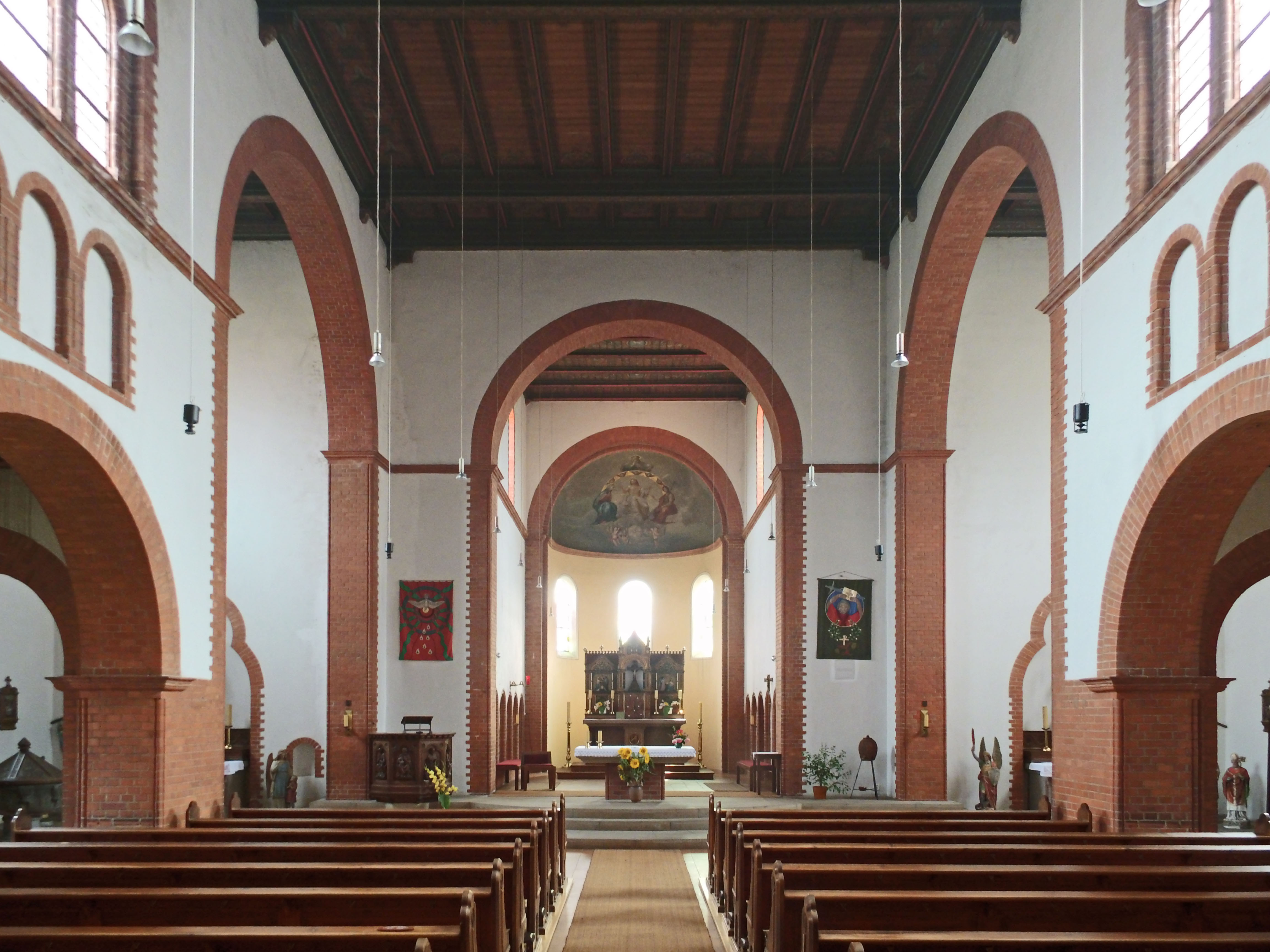
Blick zum Altarraum

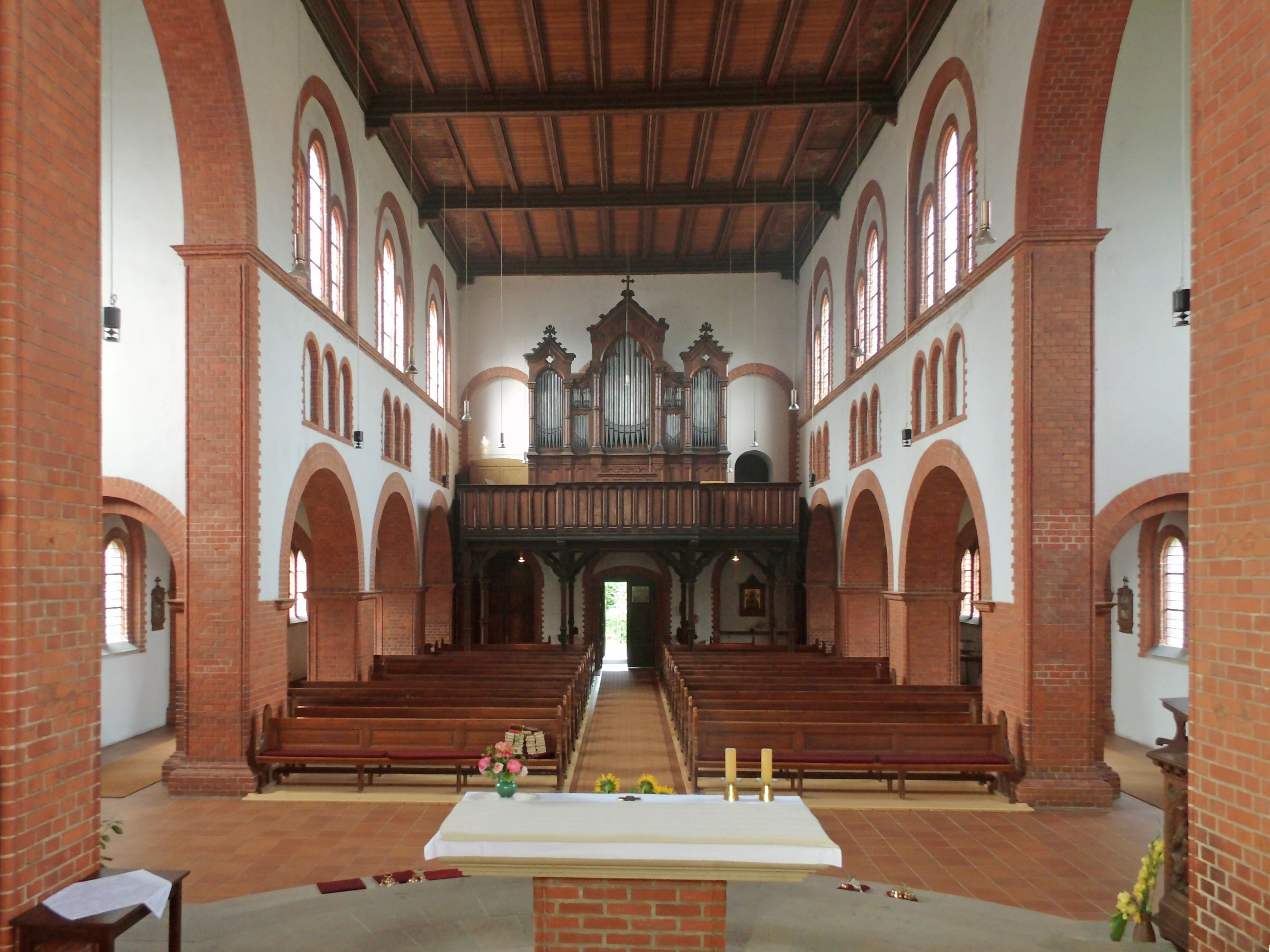
Blick zur Orgelempore

Die neoromanische Basilika hat die Grundform eines Lateinischen Kreuzes und ist mit einem Turm auf der Westseite ausgestattet. Die geostete Kirche befindet sich in rund 108 Meter Höhe über dem Meeresspiegel und bietet 168 Sitzplätze. Über ihrem Haupteingang befindet sich eine Statue des heiligen Josef.
Die im Eingangsraum befindliche Gedenktafel für die Gefallenen des Ersten Weltkriegs wurde 1929 eingeweiht. Dort befindet sich auch eine Pietà, vor der Opferkerzen aufgestellt werden können.
Unter der Orgelempore befindet sich eine Kopie des Gnadenbildes Unserer Lieben Frau von der immerwährenden Hilfe, sowie eine Statue der heiligen Anna, der Mutter von Maria (Mutter Jesu).
Maria und Josef ist jeweils ein Seitenaltar gewidmet. Weitere Statuen im Umfeld dieser Seitenaltäre zeigen einen Schutzengel, der ein Kind führt, sowie die heiligen Agnes von Rom, die Patronin der Jungfrauen, Aloisius von Gonzaga, den Patron der Jugend, Cäcilia von Rom, die Patronin der Kirchenmusik, ferner einen heiliggesprochenen Bischof.
Auf der Kanzel sind die Kirchenlehrer Ambrosius von Mailand, Augustinus von Hippo, Gregor der Große und Hieronymus dargestellt. Neben dem Altarraum zeigt ein kleiner Wandteppich den heiligen Bonifatius. Die Buntglasfenster im Altarraum zeigen seit 1987 die heiligen Augustinus von Hippo, den zweiten Schutzpatron der Kirche, Norbert von Xanten, den Patron des heutigen Bistums Magdeburg, und Liborius, den Patron des Erzbistums Paderborn, zu dem Hötensleben 1987 gehörte.